# 蔡师勇
蔡师勇（1939年—），男，原籍台湾新竹，出生于福建厦门，中国电影理论家、评论家、出版家，《大众电影》杂志社原主编、社长，中国电影家协会理事。